# Estación de El Entrego
El Entrego (L'Entregu / El Entrego, según la nomenclatura de Renfe) es una estación de ferrocarril de carácter terminal situada en el municipio español de San Martín del Rey Aurelio, en el Principado de Asturias. Es cabecera de la línea C-2 de Cercanías Asturias. 

## Situación ferroviaria
La estación se encuentra situada en el punto kilométrico 21,493 de la línea férrea de ancho ibérico que une Soto de Rey con El Entrego a 228 metros de altitud. El tramo es de vía única y está electrificado.

## Historia
El 1 de julio de 1894 se puso en funcionamiento la línea Soto de Rey-El Entrego. Este ferrocarril de clara vocación minera fue construido por Norte aunque la concesión inicial la obtuvo el Conde Sizzo-Noris en 1888. Norte explotó el trazado hasta su desaparición en 1941 con la nacionalización del ferrocarril en España y la creación de RENFE. La antigua estación se llamaba Ciaño-Santa Ana y se situaba en la actual estación de El Entrego, terminal formada por un andén central al que acceden dos vías. 
Desde el 31 de diciembre de 2004 Renfe Operadora explota la línea mientras que Adif es la titular de las instalaciones ferroviarias.

## Servicios ferroviarios

### Cercanías
Es cabecera de la C-2 de Cercanías Asturias. La frecuencia habitual de trenes es de un tren cada 60 minutos.
| procedencia/destino | < estación | Línea | estación > | destino/procedencia |
| ------------------- | ---------- | ----- | ---------- | ------------------- |
| Llamaquique         | Ciaño      |       | Terminal   | Terminal            |